# Gian-Matteo Ranzi
Gian-Matteo Ranzi (ur. 31 stycznia 1948 w Faenzy) – włoski zapaśnik.
Na Igrzyskach Olimpijskich w Monachium w 1972 zdobył brązowy medal w wadze lekkiej (do 68 kg) stylu klasycznego. W Montrealu w 1976 walczył w tej samej konkurencji, odpadając w eliminacjach. Do jego osiągnięć należą również dwa medale igrzysk śródziemnomorskich – srebrny (Izmir 1971 – waga półśrednia (do 74 kg); styl wolny) i złoty (Algier 1975 – waga półśrednia (do 74 kg); styl klasyczny).